# Arcieparchia di Hassaké-Nisibi
L'arcieparchia di Hassaké-Nisibi dei Siri (in latino: Archieparchia Hassakensis et Nisibena Syrorum) è una sede della Chiesa cattolica sira. Nel 2021 contava 1.400 battezzati. È retta dall'arcieparca Joseph Abdel-Jalil Chami.

## Territorio
L'arcieparchia ha sede nella città di Hassaké, nel governatorato omonimo nell'est della Siria, dove si trova la cattedrale di Nostra Signora dell'Assunzione. Nisibis è una sede storica, oggi in Turchia, al confine con il governatorato.
Il territorio è suddiviso in 9 parrocchie.

## Storia
Il vicariato patriarcale di Gazira superiore dei Siri fu eretto nel 1932.
Il 15 luglio 1957 in forza della bolla Summam animo di papa Pio XII il vicariato patriarcale fu elevato ad eparchia e assunse il nome di eparchia di Hassaké (Eparchia Spinensis Syrorum).
Il 3 dicembre 1965 l'eparchia è stata elevata al rango di arcieparchia e ha assunto il nome attuale.

## Cronotassi dei vescovi
Si omettono i periodi di sede vacante non superiori ai 2 anni o non storicamente accertati.
- Jean Karroum † (21 febbraio 1959 - 22 marzo 1967 deceduto)
- Jacques Michel Djarwé † (18 luglio 1967 - 8 settembre 1981 deceduto)
- Jacques Georges Habib Hafouri † (18 marzo 1982 - 28 giugno 1996 ritirato)
- Jacques Behnan Hindo † (29 giugno 1996 - 22 giugno 2019 ritirato)
  - Sede vacante (2019-2022)[1]
- Joseph Abdel-Jalil Chami, dal 12 maggio 2022

## Statistiche
L'arcieparchia nel 2021 contava 1.400 battezzati.
| anno | popolazione | popolazione | popolazione | presbiteri | presbiteri | presbiteri | presbiteri                | diaconi | religiosi | religiosi | parrocchie |
| anno | battezzati  | totale      | %           | numero     | secolari   | regolari   | battezzati per presbitero | diaconi | uomini    | donne     | parrocchie |
| ---- | ----------- | ----------- | ----------- | ---------- | ---------- | ---------- | ------------------------- | ------- | --------- | --------- | ---------- |
| 1970 | 8.018       | 524.234     | 1,5         | 18         | 18         |            | 445                       |         |           |           | 8          |
| 1980 | 3.456       | ?           | ?           | 10         | 8          | 2          | 345                       |         | 2         | 7         | 7          |
| 1990 | 3.758       | ?           | ?           | 7          | 6          | 1          | 536                       |         | 1         | 6         | 7          |
| 1996 | 52.000      | ?           | ?           | 4          | 4          |            | 13.000                    | 1       |           | 7         | 7          |
| 2000 | 5.200       | ?           | ?           | 5          | 4          | 1          | 1.040                     | 1       | 1         | 4         | 8          |
| 2001 | 5.500       | ?           | ?           | 5          | 4          | 1          | 1.100                     | 1       | 1         | 3         | 8          |
| 2002 | 5.500       | ?           | ?           | 5          | 4          | 1          | 1.100                     | 1       | 1         | 4         | 8          |
| 2003 | 5.630       | ?           | ?           | 5          | 4          | 1          | 1.126                     | 1       | 1         | 5         | 8          |
| 2004 | 5.630       | ?           | ?           | 5          | 4          | 1          | 1.126                     |         | 2         | 3         | 8          |
| 2009 | 35.000      | ?           | ?           | 5          | 4          | 1          | 7.000                     |         | 2         | 3         | 10         |
| 2011 | 35.000      | ?           | ?           | 5          | 4          | 1          | 7.000                     |         | 2         | 3         | 11         |
| 2019 | 35.000      | ?           | ?           | 5          | 4          | 1          | 7.000                     |         | 2         | 3         | 11         |
| 2021 | 1.400       | ?           | ?           | 1          | 1          |            | 1.400                     |         |           |           | 9          |